# Stepan Zuev
Pour les articles homonymes, voir Zouïev.
Stepan Zuev (en russe : Степан Олегович Зуев, Stepan Olegovitch Zouïev) est un skieur alpin russe, né le 31 octobre 1988 à Kirovsk.

## Biographie
Il court dans les compétitions de la FIS depuis la saison 2003-2004. Il se qualifie pour son premier événement majeur en 2007, pour les Championnats du monde à Åre, où il ne termine pas la première manche de slalom.
Il démarre dans la Coupe du monde en octobre 2008 à Sölden. 
Aux Championnats du monde 2009, à Val d'Isère, il est quinzième sur dix-sept skieurs au slalom.
Il participe ensuite aux Jeux olympiques d'hiver de 2010 où il est au départ des cinq courses, pour obtenir comme meilleur résultat une 23e place au super combiné.
Lors de la saison 2012-2013, il obtient ses premiers podiums en Coupe d'Europe, à Levi en slalom géant.
Aux Jeux olympiques d'hiver de 2014, à Sotchi, en Russie, pour son ultime compétition dans l'élite, il est 31e du super G.

### Jeux olympiques
| Édition / Épreuve | Descente | Slalom géant | Super G | Slalom  | Super-combiné |
| ----------------- | -------- | ------------ | ------- | ------- | ------------- |
| JO 2010 Vancouver | 54e      | 64e          | 36e     | Abandon | 23e           |
| JO 2014 Sotchi    |          | Abandon      | 31e     | Abandon |               |

### Championnats du monde
| Édition / Épreuve                    | Super G | Slalom géant | Slalom  | Super combiné |
| ------------------------------------ | ------- | ------------ | ------- | ------------- |
| Mondiaux 2007 Åre                    | -       | -            | Abandon |               |
| Mondiaux 2009 Val d'Isère            | 32e     | 34e          | 15e     | Abandon       |
| Mondiaux 2011 Garmisch-Partenkirchen | 27e     | Abandon      | Abandon |               |
| Mondiaux 2013 Schladming             |         | Abandon      | Abandon |               |

### Coupe d'Europe
- 4 podiums.

### Championnats de Russie
- Vainqueur du super-combiné en 2009, 2011 et 2012.
- Vainqueur de la descente en 2010.
- Vainqueur du slalom géant en 2011.